# Plantagenstraße 19
Plantagenstraße 19 ist ein Spielfilm der DEFA aus dem Jahr 1979, der im Auftrag des Fernsehens der DDR von Helmut Krätzig gedreht wurde.

## Handlung
In dem Film werden die Alltagsgeschichten verschiedener Bewohner eines typischen DDR-Mietshauses geschildert:
Marianne Madäus hat sich gerade von ihrem Mann Manfred getrennt und zieht mit ihren beiden Kindern Simone und Frank in eine neue Wohnung. Manfred besucht seine Kinder häufig, doch während sich Simone darüber freut, gewöhnt sich Frank nur schwer an die neue Situation und verhält sich abweisend gegenüber seinem Vater. Marianne bekommt auch eine neue Arbeitsstelle beim Theater, wo sie einen neuen Freund kennenlernt. Sie sichert Manfred aber zu, dass er immer der Vater seiner Kinder sein wird und sie weiter besuchen kann.
Der ältere Fabrikarbeiter Richard Matuschke ist vor Kurzem verwitwet. Seit dem Tod seiner Frau hat er weniger Kontakt zu seinen Nachbarn und Arbeitskollegen, da diese nicht wissen, wie sie mit ihm umgehen sollen. Als ein Zeitungsreporter über seine Brigade berichten soll, erzählt ihm Matuschke die Wahrheit über Materialknappheit und schlampige Kollegen – und als dies tatsächlich gedruckt wird, sehen ihn seine Kollegen auch noch als Nestbeschmutzer an. Seine Kollegin Gertrud, mit der er Jahre zuvor ein Verhältnis hatte, besucht ihn öfters und hilft ihm im Haushalt. Doch als die Kollegen anfangen, schlecht über die Beziehung zu reden, will Gertrud sie abbrechen. Doch dann treffen die beiden sich am Grab von Richards Frau wieder, wo Gertrud sich um die Blumen kümmert – und wohl auch weiter um Richard.
Wolfgang Arnold achtet sehr darauf, in allen Bereichen einen guten Eindruck zu machen: eine schicke Wohnung, ein glänzendes Auto und zwei fleißige Söhne mit guten Noten. Seine Frau Helga hingegen sehnt sich nicht nach materiellen Dingen, sondern nach mehr Herzlichkeit in ihrer Familie. Der ältere Sohn der beiden, Hartmut, steht kurz vor dem Abitur. Als er die Zusage für seinen Studienplatz in der Tasche hat, lassen sein Verhalten und sein Fleiß plötzlich nach, weshalb sein Lehrer, sehr zum Missfallen Wolfgangs, zum Elternbesuch kommt.
Alexander, der jüngere Sohn, gehört zu einer Clique von Jugendlichen, die auf Mopeds um die Häuser zieht, im Hauseingang rauchen und Karten spielen und die keinen Platz haben, an dem sie unter sich sein können. Herr Matuschke hat als Einziger Verständnis für die Jugendlichen und bietet ihnen die Laube in seinem Schrebergarten als Treffpunkt an. Doch schon die erste Party in der Laube muss vom ABV aufgelöst werden, weil die Nachbarn sich über den Lärm beschwert haben.
Als Wolfgang bei einer Beförderung übergangen wird und statt ihm eine Frau, die noch nicht so lange wie er in der Firma arbeitet, den höheren Posten bekommt, kann Wolfgang das nicht akzeptieren. Er stellt Nachforschungen über seine Konkurrentin an und gerät darüber in Streit mit seiner Frau, die ihm seine Missgunst und seinen übertriebenen Ehrgeiz vorwirft. Auch mit seinem Nachbarn Herrn Tillack gerät er in Konflikt wegen des geplanten Baus eines Garagengebäudes, dem eine Grünfläche und ein alter Apfelbaum zum Opfer fallen sollen. Wolfgang hält die Garagen für notwendig, aber Tillack tut es um den Baum leid und er fürchtet, die Kinder hätten bald keinen Platz mehr, um draußen zu spielen.
Im Erdgeschoss wohnen Herr und Frau Tillack mit ihrer sechzehnjährigen Tochter Katrin, die auch zu Alexanders Clique gehört. Zwischen ihr und Alexander bahnt sich eine erste Liebe an, doch bei einer Party versucht sein Bruder Hartmut sie zu verführen, weshalb es zu Streit zwischen den Brüdern kommt. In der Nacht nach der Party werfen die Jugendlichen Feuerwerkskörper in einen geschlossenen Zeitungskiosk und setzen ihn damit versehentlich in Brand. Während die anderen fliehen, versucht Alexander als Einziger, die Flammen zu löschen. Herr Matuschke hilft ihm, ermahnt ihn aber, den Vorfall am nächsten Tag bei der Polizei zu melden.
Die Geschichten werden nicht nacheinander, sondern miteinander verwoben erzählt. Der Film endet mit Katrin und Alexander, die auf einer Bank an einem Teich sitzen und über ihre (vielleicht gemeinsame?) Zukunft reden.

## Produktion und Veröffentlichung
Der unter dem Arbeitstitel Hausbesuch vom DEFA-Studio für Spielfilme fürs Fernsehen der DDR produzierte Film wurde am 27. Mai 1979 zum ersten Mal im 1. Programm ausgestrahlt. 1982 lief er auch im ungarischen Fernsehen sowie nach dem Ende der DDR mehrfach im ORB und im MDR. 2014 erschien er bei Studio Hamburg Enterprises auf DVD.
Das Szenarium stammte von Erich Schlossarek und für die Dramaturgie war Horst Angermüller verantwortlich.

## Rezeption
„Es sollte ein Ausschnitt aus dem Leben des realen DDR-Alltags vermittelt werden. [...] Die Bewohner der Plantagenstraße 19 sind keine sozialistischen „Idealmenschen“, und das Haus ist insgesamt keine idyllische Enklave in Mitten einer Zeit, in der es ständig Neues und ständig Veränderungen gibt.“

„Allenfalls für DDR-Nostalgiker interessanter Fernsehfilm, der mit aufgesetzten Dialogen der Mietshaus-Spießigkeit Ende der siebziger Jahre ein Denkmal setzt.“